# Birtha (zespół muzyczny)
Birtha – amerykański zespół rockowy, założony w 1968 roku w Los Angeles i działający do 1975 roku. Był jedną z czołowych, żeńskich formacji rockowych z pierwszej połowy lat 70. XX wieku, która wywarła silny wpływ i utorowała drogę przyszłym solistkom oraz grupom rockowym i pop-rockowym, które rozpoczynały swoją działalność w drugiej połowie lat 70. i w latach 80. XX wieku; takich jak m.in. Joan Jett, The Runaways i wielu innych wykonawców, którzy nie podlegali już dyskryminacji, tak jak ich poprzedniczki w latach 60. i pierwszej połowie lat 70. XX wieku.

## Historia
Shele Pinizzotto, Rosmary Butler i Sherry Hagler dorastały w Los Angeles i hrabstwie Orange. Pinizzotto i Butler od samego początku występowały w żeńskich zespołach muzycznych, co miało miejsce w czasach licealnych. Pierwszy powstał w 1966 roku i nazywał się Lady Birds z Fullerton, który miał na swym koncie support The Rolling Stones. Kolejny zaś założyły same – wraz z dwiema koleżankami ze szkoły, tj. z Camille Orosco (śpiew, pianino, organy) i De De Leą (śpiew, flet, harmonijka ustna, perkusja), a była to grupa spod znaku rocka psychodelicznego, działająca pod nazwą The Daisy Chain, która w 1967 roku nagrała swój jedyny album pt. Straight or Lame, wydany nakładem małej wytwórni United International, a w 1968 r. singiel It's My World / Beach Ball, wydany przez wytwórnię Fontana. Po rozpadzie The Daisy Chain w 1968 roku powstał zespół Birtha, działający w składzie: Olivia „Liver” Favela (śpiew, perkusja), Shele Pinizzotto-Urquhart (ur. 2 kwietnia 1947 w Artresi, zm. 4 lutego 2014 w Renown Medical Center w Reno po krótkiej chorobie; gitara elektryczna, śpiew), Rosemary Butler (gitara basowa, śpiew), Sherry Hagler (instrumenty klawiszowe, śpiew wspierający), zaś jego menedżerem został brat gitarzystki, Michael Pinizzotto. W krótkim czasie od ukonstytuowania się go, grupa zaczęła występować w klubach wzdłuż zachodniego wybrzeża od Kalifornii po Alaskę. Oprócz tego przez kolejne trzy lata (1968–1971) pracowała nad udoskonaleniem swojego rockowego rzemiosła i w 1971 roku zaczęła pisać własny materiał. Większość piosenek zespołu została skomponowana przez członkinie grupy, ale sporadycznie pojawiali się autorzy z zewnątrz, tj. Mark Wickman i Gabriel Mekler. Piosenki Birthy, takie jak Fine Talking Man czy Free Spirit (pol. Wolny Duch), stały w kontrze do banalnych miłosnych ballad i łatwych w odbiorze, popowych melodii, które królowały w tamtych latach na falach rozgłośni radiowych. Brzmienie formacji nie było typowe dla poczynań żeńskich grup muzycznych, ponieważ Birtha preferowała hard drive'owy, soulowy rock, który był porównywalny np. z dokonaniami Uriah Heep czy Grand Funk Railroad. Zespół był uosobieniem rocka lat 70. i osiągał równowagę między blues-rockiem a soulem-funkiem. Wówczas słuchacze nie byli jeszcze przyzwyczajeni do dominacji kobiet w tej dziedzinie sztuki, choć na scenie muzycznej nie brakowało rówieśników Birthy z nią porównywalnych, takich jak Fanny czy Suzi Quatro. W 1972 roku Birtha podpisała kontrakt płytowy z wytwórnią Dunhill/ABC Records, która wydała debiutancki album zespołu, mający za tytuł jego nazwę (Birtha) i wyprodukowany przez Meklera, a zrealizowany przez inżynierów dźwięku – Davida Hassingera i Vala Caraya. Po wydaniu swego pierwszego rockowo-soulowego albumu, który odniósł sukces – zespół koncertował w Stanach Zjednoczonych, Kanadzie i Europie (m.in. w Anglii, a także kręcił w Brukseli program dla belgijskiej stacji telewizyjnej). Również w 1972 roku wystąpił w brytyjskim programie muzycznym telewizji BBC pt. The Old Grey Whistle Test. Kiedy Birtha wracała do Los Angeles po wojażach związanych z koncertami i występami telewizyjnymi, często występowała w Whisky a Go Go i The Troubadour, a także w klubie w Glendale o nazwie The Sopwith Camel. W 1973 roku zespół nagrał swój drugi album pt. Can’t Stop the Madness, wyprodukowany przez Christophera Hustona. Birtha był w trasie przez ponad 250 dni w roku, występując na scenie obok takich wykonawców jak: The Kinks (podczas trasy koncertowej z tą grupą w Wielkiej Brytanii, napis na ulotkach reklamowych koncertów głosił: Birtha ma jaja), Fleetwood Mac, Alice Cooper, Poco, Black Oak Arkansas, Cheech & Chong, B.B. King, Three Dog Night, James Gang i z wieloma innymi. Zespół przestał istnieć w 1975 roku. Po wielu latach cover Birthy z rep. grupy Ike & Tina Turner pt. Too Much Woman for a Hen Pecked Man znalazł się na ścieżce dźwiękowej hiszpańskiego filmu z 2013 roku w reż. Chrisa A. Jiméneza pt. Perdedores Natos (pol. Urodzeni przegrani).

## Dyskografia[7]

### Albumy
- 1972: Birtha (LP, Dunhill, ABC Records)
- 1973: Can’t Stop the Madness (LP, Dunhill, ABC Records)

### Single
- 1972: Free Spirit / Work on a Dream (SP, Dunhill, ABC Records)
- 1972: My Man Told Me / Freedom (SP, Probe)
- 1973: Dirty Work (mono) / Dirty Work (stereo) (SP, Dunhill, ABC Records) – kolejne edycje singla zawierają na stronie B utwór pt. Original Midnight Mama

### Kompilacje
- 1997: Birtha / Can’t Stop the Madness (CD, See For Miles Records Ltd.)